# Comuna Pokrovske, raionul Kirovohrad, regiunea Kirovohrad
Pokrovske (în ucraineană Покровське) este o comună în raionul Kirovohrad, regiunea Kirovohrad, Ucraina, formată din satele Demeșkove, Liubo-Nadejdivka și Pokrovske (reședința).

## Demografie
Componența lingvistică a comunei Pokrovske
     Ucraineană (55,04%)
     Rusă (42,51%)
     Română (1,27%)
     Alte limbi (0,33%)
Conform recensământului din 2001, majoritatea populației comunei Pokrovske era vorbitoare de ucraineană (55,04%), existând în minoritate și vorbitori de rusă (42,51%) și română (1,27%).